# Scybalocanthon moniliatus
Scybalocanthon moniliatus là một loài bọ cánh cứng trong họ Bọ hung (Scarabaeidae).